# Thomas Farrer
Pour les articles homonymes, voir Farrer.
Thomas Henry Farrer, 1er baron Farrer (24 juin 1819 - 11 octobre 1899), est un fonctionnaire et statisticien britannique.

## Jeunesse
Farrer est le fils de Thomas Farrer, avocat à Lincoln's Inn Fields. Né à Londres, il fait ses études au Collège d'Eton et au Balliol College, Oxford, où il obtient son diplôme en 1840. Il est admis au barreau de Lincoln's Inn en 1844, mais se retire de la pratique au bout de quelques années.

## Carrière dans la fonction publique
Il entre dans la fonction publique en 1850 comme secrétaire du département de la marine (rebaptisé département de la marine en 1853) du Board of Trade. En 1865, il est promu cosecrétaire du Board of Trade et, en 1867, il devient secrétaire permanent.
Son mandat de secrétaire permanent, qu'il occupe pendant plus de vingt ans, est marqué par de nombreuses réformes et une administration énergique. Non seulement il est un libéral avancé en politique, mais aussi un défenseur intransigeant du libre-échange de l'école la plus stricte. Il est créé baronnet pour ses services au Board of Trade en 1883, et en 1886, il prend sa retraite. Au cours de la même année, il publie un ouvrage intitulé Libre-échange contre commerce équitable, dans lequel il traite d'une controverse économique qui agite alors grandement le débat public. Il a déjà, en 1883, écrit un volume sur L'État dans ses relations avec le commerce.
En 1889, il est coopté par les progressistes comme échevin du London County Council, dont il devient vice-président en 1890. Son efficacité et sa capacité à ce titre sont chaleureusement reconnues; mais avec le temps des divergences s'élèvent entre ses vues personnelles et celles de nombre de ses collègues. La tendance à la législation socialiste qui se manifeste est tout à fait contraire à ses principes d'entreprise et de responsabilité individuelles et il démissionne de son poste.
Dans les honneurs d'anniversaire de 1893, il est élevé à la pairie en tant que baron Farrer, d'Abinger, dans le comté de Surrey. À partir de ce moment, il consacre une grande partie de son énergie et de ses loisirs à défendre ses vues au Cobden Club, au Political Economy Club, au Parlement et dans la presse. Ses efforts sont particulièrement dirigés contre les opinions de la Fair Trade League, et sur cette controverse économique et sur d'autres, il écrit des lettres, claires et intransigeantes, qui ne laissent aucun doute sur le fait qu'il adhère toujours aux doctrines du libre-échange. En 1898, il publie ses études sur la monnaie.
Il est président de la Royal Statistical Society de 1894 à 1896.

## Mariage et descendance
Farrer se marie deux fois, d'abord en 1854 avec Frances Erskine (1825–1870), fille de l'historien et orientaliste William Erskine (historien) (1773–1852) et de sa femme, Maitland Mackintosh, fille de James Mackintosh par sa première femme. Ils ont :
- Emma Cecilia "Ida" Farrer (1854-1946), mariée à Horace Darwin, fils de Charles Darwin
- Thomas Cecil Farrer (1859–1940), épouse Evelyn Spring Rice, fille de Charles Spring Rice
- Claude Erskine Farrer (1862–1890)
- Noel Farrer (1867–1929)

Frances est décédée le 15 mai 1870. Farrer se remarie en 1873 avec la demi-cousine de son ex-femme, Katherine Euphemia Wedgwood (1839–1931), fille de Hensleigh Wedgwood de la famille de céramiste Wedgwood et de sa femme Fanny Mackintosh.
Farrer est mort à Abinger Hall, Dorking, en 1899 et est enterré au cimetière de Brookwood. Il est remplacé dans le titre par son fils aîné Thomas Cecil Farrer (1859-1940).